# دومينيك يو
دومينيك يو (بالفرنسية: Dominique You)‏ هو قرصان وجندي وسياسي أمريكي وفرنسي، ولد في 1775 في فرنسا، وتوفي في 15 نوفمبر 1830 بنيو أورلينز في الولايات المتحدة.